# Classificazione degli sport per disabili
La classificazione ufficiale per gli sport per disabili (o Il codice) è un sistema sviluppato dal Comitato Paralimpico Internazionale con lo scopo di definire delle specifiche categorie per gli sport per disabili, basandosi sulla tipologia e il grado di disabilità degli atleti.
Tradizionalmente, gli atleti paralimpici vengono classificati secondo sei diverse classi: amputazioni, paresi cerebrali, difficoltà visive, lesioni spinali, disabilità intellettuali e un gruppo che include tutti quelli che non rientrano nelle precedenti categorie (denominato Gli altri, dal francese Les Autres). L'attuale sistema di classificazione è stato approvato durante l'Assemblea generale del CPI svoltasi a Seoul, in Corea del Sud, nel novembre 2007.
L'appartenenza a una classe viene determinata attraverso un processo che può includere valutazioni e osservazioni sia fisiche che tecniche, in occasione di una competizione o durante un periodo di riposo dell'atleta. Le classi sono definite per ogni sport e sono parte integrante del regolamento sportivo.
La classificazione è un processo continuo. Quando gli atleti cominciano a competere nelle gare sono classificati in una certa categoria, ma questa può venire modificata lungo la carriera sportiva dell'atleta. Per questo scopo, il CPI ha predisposto degli ufficiali sportivi chiamati classificatori; l'organo responsabile di tutte le procedure di classificazione è il Comitato di classificazione, che definisce regole e procedure riguardanti il codice. Responsabile della redazione del codice è il direttore medico scientifico della struttura.

## Classificazione generale
Vengono individuate le seguenti categorie di disabilità:
- amputazione: atleti con perdita parziale o totale di almeno un arto;
- paralisi cerebrale: atleti con danni cerebrali non progressivi, per esempio paralisi cerebrale infantile, lesioni cerebrali traumatiche, ictus o disabilità simile che colpiscono il controllo muscolare, l'equilibrio e il coordinamento;
- disabilità intellettive: atleti con significative disabilità a livello intellettivo e limitazioni nel comportamento
- sedia a rotelle: atleti con danni alla spina dorsale o che usano una sedia a rotelle;
- cecità: atleti con problemi alla vista, dalla cecità parziale a quella totale;
- sordità: atleti con problemi all'udito, dalla sordità parziale a quella totale;
- Les Autres (Gli altri): atleti con una disabilità che non ricade in nessuna delle categorie precedenti, tra questi coloro che sono affetti da nanismo, sclerosi multipla o deformità congenite agli arti, come quelle causate dalla talidomide.

Queste categorie si applicano alla stessa maniera sia ai Giochi paralimpici estivi sia a quelli invernali.
I codici di classificazione sono definiti dalle organizzazioni internazionali di sport per disabili che fanno parte dell'Assemblea generale del Comitato Paralimpico Internazionale. Essi si presentano normalmente nella forma tipo XXyy, dove XX rappresenta una o due lettere che indicano la disabilità e yy indica una o due cifre che rappresentano il grado di disabilità dell'atleta. Più basso il numero, più alto il grado di incapacità e viceversa.

### CP-ISRA
L'Associazione internazionale dello sport e del divertimento per paralisi cerebrale (Cerebral Palsy International Sport and Recreation Association, CP-ISRA) definisce otto classi di disabilità per atleti affetti da danni cerebrali, contrassegnate dal prefisso CP (Cerebral Palsy, ovvero paralisi cerebrale).

### IBSA
L'Associazione internazionale dello sport per ciechi (International Blind Sport Association, IBSA) definisce due categorie per atleti con problemi di vista, contrassegnate dal prefisso B (Blindness, ovvero cecità).
L'associazione utilizza per la classificazione un metodo basato sui sessantesimi: si esprime la capacità visiva di un individuo in una forma del tipo x/60 per indicare che egli vede a una distanza di x metri le stesse cose che una persona vedente vedrebbe a 60 metri di distanza. Inoltre viene anche considerato l'angolo visivo che riesce a coprire la vista della persona in oggetto. In questo modo si definiscono tre classi:
- B1: un atleta che non percepisce la luce in nessuno dei due occhi o che la percepisce ma non è in grado di riconoscere la forma di una mano da alcuna distanza o direzione;
- B2: un atleta che può riconoscere la forma di una mano e può vedere chiaramente con un parametro di 2/60 o inferiore, e il cui campo visuale è minore di 5°;
- B3: un atleta può riconoscere la forma di una mano e vede chiaramente con un parametro che varia dai 2/60 ai 6/60 e che inoltre ha un campo visuale sopra i 5° ma sotto i 20°.

### VIRTUS (ex INAS)
La Federazione internazionale VIRTUS che regola e organizza le manifestazioni dedicate agli atleti e alle atlete con disabilità intellettivo-relazionale ha stabilito 3 classificazioni:
- II1 categoria dedicata agli atleti con QI <75;
- II2 categoria dedicata agli atleti con sindrome di Down;
- II3 categoria dedicata agli atleti autistici ad alto funzionamento.

### ICSD
Il Comitato Internazionale degli Sport dei Sordi (International Committee of Sports for the Deaf) regola la partecipazione ai giochi olimpici silenziosi (Deaflympics). Per poter partecipare alle olimpiadi silenziose, gli atleti sordi devono avere una perdita uditiva di almeno 55 ㏈ nell'orecchio migliore e non usare alcun impianto cocleare.

## Classificazione per sport

### Atletica leggera
La classe sportiva nell'atletica leggera paralimpica si identifica con un prefisso e con un numero. I prefissi utilizzati sono:
- F: sta per field, indica le prove effettuate su campo;
- T: track, indica le prove effettuate su pista;
- P: pentathlon.

Mentre i numeri identificativi delle categorie sono:
- 11-13: atleti ipovedenti e non vedenti; gli atleti delle categorie 11 e 12 gareggiano con una guida;
- 20: atleti con disabilità intellettiva;
- Atleti gareggianti su sedia a rotelle:
  - 31-34: atleti con paralisi cerebrale o con altre condizioni che limitano la coordinazione degli arti e/o l'uso dei muscoli;
  - 51-58: atleti con lesioni alla spina dorsale, amputazioni, handicap muscolo-scheletrici, malformazioni congenite, lesioni nervose;
- Atleti deambulanti gareggianti in posizione eretta:
  - 40-41: nanismo;
  - 35-38: atleti con paralisi cerebrale o con altre condizioni che limitano la coordinazione degli arti e/o l'uso dei muscoli;
  - 40-46: atleti con lesioni spinali, handicap muscolo-scheletrici, malformazioni congenite, lesioni nervose;
  - 61-64: atleti con amputazioni agli arti inferiori.

### Boccia
Per quanto riguarda la boccia ci sono quattro classi sportive: BC1/BC4. Tutti gli atleti competono in sedia a rotelle.
- BC1: gli atleti in questa classe hanno una grave limitazione dei movimenti che riguarda sia gli arti superiori e inferiori, sia il tronco.
- BC2: gli atleti in questa classe hanno una migliore funzionalità degli arti superiori.
- BC3: gli atleti in questa classe hanno un limitato controllo degli arti e uno scarso controllo del tronco.
- BC4: gli atleti in questa classe hanno una limitazione non di origine cerebrale, ma causata da sclerosi multipla e spina bifida. Questi atleti sono in grado di prendere e lanciare la palla.

### Calcio a 5 per ciechi
Il calcio a 5 per ciechi è dedicato agli atleti non vedenti e ipovedenti. Per i non vedenti il campo da gioco presenta sui falli laterali delle sponde che lo delimitano e un pallone che, quando in movimento, emette un suono per poter essere intercettato dagli atleti. Questi sono aiutati da guide quali l'allenatore per la zona centrale del campo, dal portiere per la zona di difesa mentre in attacco troviamo la presenza di una guida di porta. I giocatori devono indossare una benda e i portieri, unici vedenti, hanno un'area alquanto ristretta dove poter agire senza poterla varcare. Per gli ipovedenti le uniche differenze rispetto al calcio a 5 per normodotati riguardano il portiere, unico atleta vedente, che non può uscire dalla sua area di rigore regolamentare e non può rilanciare la palla oltre la metà campo se non tocca prima a terra.

### Calcio a 7-un-lato
Possono parteciparvi giocatori che abbiano una paralisi cerebrale infantile di classe da 5 a 8. Molto simile al calcio tradizionale, differisce da questo per il numero dei giocatori, le minori dimensioni del campo da gioco e delle porte, l'assenza del fuorigioco e la libertà di eseguire le rimesse laterali.

### Ciclismo
Gli atleti con disabilità fisiche gareggiano con le handbike, i tricicli o le biciclette. Gli atleti con disabilità visive gareggiano con il tandem accompagnati da una guida vedente. Per quanto riguarda le gare con handbike, dalla classe H1 alla H3 gli atleti gareggiano reclinati, mentre nella H4 gareggiano seduti. Gli atleti delle classi T1 e T2, per problemi di coordinazione motoria, gareggiano su tricicli. Gli atleti delle classi dalla C1 alla C5 sono in grado di usare una bicicletta normale, anche se amputati, con problemi di coordinazione motoria o debolezza muscolare. La classe TB riguarda atleti non vedenti o ipovedenti che gareggiano con una guida vedente.

### Equitazione
Anche atleti della comunità sorda partecipano alle gare di equitazione.

### Judo
Il judo paralimpico è rivolto ad atleti non vedenti delle classi B1(J1) e ipovedenti B2 e B3 (J2),  ognuna delle quali divisa in sette categorie di peso (le stesse del judo olimpico). Al contrario di quanto accade con gli atleti normodotati, è permesso loro iniziare il combattimento con le prese e al tecnico è concesso di parlare anche durante il combattimento 

### Nuoto
Le classi sportive nel nuoto paralimpico consistono in un prefisso e in un numero. I prefissi sono tre: S (Stile libero, farfalla e dorso), SB (rana) e SM (medley). I numeri da 1 a 10 indicano gli atleti con disabilità fisiche, da 11 a 13 gli atleti con disabilità visive e il numero 14 quelli con disabilità intellettive.

### Sitting volleyball
La pallavolo paralimpica (anche nota con la definizione anglosassone sitting volley, abbreviazione di sitting volleyball) in Italia è promossa e coordinata dalla Federazione Italiana Pallavolo e a livello mondiale dall'organizzazione World ParaVolley.

### Scherma in carrozzina
Per gli atleti della scherma in carrozzina ci sono due classificazioni sportive, dette "Categoria A" e "Categoria B".

### Tennistavolo
La classificazione degli atleti si divide in tre fasce, indicate dai seguenti numeri:
- da 1 a 5 sono indicati gli atleti in sedia a rotelle (si basa quasi sempre sulla lesione spinale: nelle classi 1 e 2 sono inclusi i disabili tetraplegici e dalla 3 alla 5 a seconda della gestione del tronco. Nella classe 5 possono esserci atleti con capacità deambulatorie ma costretti a muoversi in sedia a rotelle nella quotidianità;
- dalla 6 alla 10 sono indicati atleti con capacità deambulatorie ma con disabilità che influenzano il movimento delle mani, delle gambe o l'equilibrio. Meno la disabilità influenza la prestazione del gioco, più alta sarà la classe in cui gareggerà l'atleta;
- la 11 include atleti privi di deficit fisici ma con problemi psichici/cognitivi.

### Tiro
Per l'Unione Italiana Tiro a Segno, federazione nazionale aderente all'International Shooting Sport Federation, la classificazione degli atleti è un sistema di suddivisione per categorie in funzione della disabilità. Tutti gli sport paralimpici hanno un sistema di classificazione che definisce regole specifiche al fine di minimizzare lo svantaggio fisico e garantire che il successo sia determinato dall'abilità, dalla concentrazione mentale o da altre componenti agonistiche che concorrono a eseguire correttamente il gesto sportivo. Per garantire un livello di competizione leale ed equo, gli atleti paralimpici sono classificati in “classi sportive”. Nel tiro a segno paralimpico sono previste quattro classi sportive:
- SH1 (Pistola): gli atleti di questa classe sportiva hanno una menomazione degli arti inferiori e/o degli arti superiori nel braccio che non tira. Tali atleti sono in grado di sostenere tutto il peso della pistola e competere in posizione eretta o seduta (su una sedia a rotelle o su una sedia da tiro).
- SH1 (Carabina): gli atleti in questa classe sportiva hanno una menomazione negli arti inferiori. Gli atleti della carabina SH1 sono in grado di sostenere tutto il peso del fucile e competere in posizione eretta o seduta (su una sedia a rotelle o su una sedia da tiro).
- SH2 (Carabina): gli atleti di questa classe sportiva hanno una menomazione a uno o entrambi gli arti superiori che impedisce loro di sostenere l'intero peso del fucile. Gli atleti usano quindi un supporto a molla che aiuta loro a sostenere il peso del fucile; tuttavia l'atleta deve cercare di stabilizzare completamente, guidare e controllare la carabina nel processo di mira. A seconda della loro menomazione, alcuni atleti di questa classe possono anche essere assistiti nelle operazioni di caricamento dell'arma.
- SH3 (Carabina): gli atleti di questa classe sportiva sono ipovedenti o non vedenti e utilizzano una carabina ad aria compressa dotata di speciali dispositivi ottici elettronici in grado di convertire in suoni l'immagine relativa all'avvicinamento al centro del bersaglio.

Molti atleti SH2 hanno anche una menomazione agli arti inferiori e quindi competono in posizione seduta sia su una sedia a rotelle che su una sedia da tiro.
Nel tiro non sono previste categorie per atleti con disabilità intellettive, mentre gli atleti con disabilità auditive sono ammessi a competere con le corrispondenti categorie di atleti non disabili. 

### Tiro con l'arco
Per lo sport del tiro con l'arco vengono individuate le seguenti classi:
- Open, che raccoglie le precedenti classi ARST (Archery Standing) e ARW2 (Archery Wheelchair 2). Gli appartenenti alla classe sono atleti che non possiedono alcuna disabilità agli arti superiori ma ne presentano a quelli inferiori, e altri che possiedono mobilità limitata negli arti inferiori con necessità di sedia a rotelle durante la vita quotidiana; i primi possono scegliere di competere in piedi oppure seduti, i secondi competono su sedia a rotelle.
- W1 (in precedenza ARW1): gli atleti di questa categoria presentano disabilità agli arti superiori e inferiori (tetraplegia). Possono effettuare una serie di movimenti limitati, possiedono forza e coordinamento limitato e un minimo o assente controllo del tronco. Gli arti inferiori sono considerati non funzionanti a causa di amputazione o limitazioni simili. Gli atleti di classe W1 competono su sedia a rotelle.
- Atleti con problemi di vista (Visually Impaired), per i quali la World Archery prevede due divisioni:
  - VI1: atleti totalmente non vedenti, con obbligo d'utilizzo di una mascherina a copertura degli occhi;
  - VI2 e VI3: atleti ipovedenti, senza necessità d'utilizzo di mascherine ma con obbligo d'utilizzo di un mirino tattile (non sono ammessi altri tipi di mirino).

Tali classi fanno riferimento alla classificazione IBSA (B1, B2, B3), determinata dal grado di acuità visiva.
In Italia, fino al 2017, la Federazione Italiana Tiro con l'arco (FITARCO) riconosceva le sole classi VI Donne e VI Uomini, indipendentemente dal grado di acuità visiva; tutti gli atleti, quindi, dovevano indossare una mascherina. Dal 2017 FITARCO si è uniformata alla regolamentazione adottata dalla World Archery, permettendo agli arcieri italiani di partecipare a eventi internazionali.

### Vela
Nel 2014 un gruppo di atleti sordi gareggiarono.